# Ante Roje
Ante Roje (Spalato, 1º ottobre 1905 – Zagabria, 15 dicembre 1980) è stato un nuotatore e pallanuotista jugoslavo.
Ha partecipato come nuotatore alle Olimpiadi estive del 1924, e come membro della squadra di pallanuoto, alle Olimpiadi estive del 1936.